# Klaus Arp
Klaus Michael Arp (Soltau (Baixa Saxònia), 2 d'abril, 1950 - Ludwigshafen (Renània-Palatinat), 4 de gener, 2016), va ser un director i compositor alemany.

## Carrera
Arp, que va créixer en una família de pastors a Ratzeburg, Plön i després a la zona d'Hamburg, va estudiar piano, composició i direcció a la Universitat de Música i Teatre d'Hamburg des de 1968. Durant els seus anys d'estudiant també va dirigir un combo de jazz i un conjunt de música mínima.
Del 1975 al 1981 va ser assistent i pianista solista per a actuacions de ballet a l'Òpera Estatal d'Hamburg, on també va adquirir les seves primeres experiències com a director. Des de 1981 va ser primer director del Teatre de la Ciutat de Coblenza i la "Rheinische Philharmonie". De 1987 a 1995 va ser director en cap de la "Kaiserslautern Radio Orchestra of Südwestfunk". Com a director convidat ha actuat internacionalment, entre altres coses. Va treballar a Itàlia, França i Taiwan i ha estat convidat habitual de l'Orquestra Simfònica de Ràdio HRT Zagreb des de 1990. Des de 1995 va dirigir representacions d'òpera amb l'"Opera Company of Philadelphia" i també va dirigir regularment concerts de Cap d'Any als EUA i Canadà.
De 1992 a 2011, Arp va ser director artístic de la Fundació Villa Musica i, des de 1993, professor de direcció d'orquestra i director de l'orquestra universitària de la Universitat de Música i Arts Escèniques de Mannheim. Del 2002 al 2016 va dirigir el "Beethovenchor Ludwigshafen". L'any 1988 es va estrenar la seva òpera Odysseus auf Ogygia, obra per encàrrec del 200è aniversari del Teatre de la Ciutat de Coblenza. L'any 2000 va dirigir l'estrena del seu Concertino per a violí i orquestra a Ekaterinburg amb Mikhail Zinman com a solista; L'any 2002 es va estrenar a Moscou la seva Quintessència per a oboè/corn anglès, clarinet/clarinet baix, violí, viola i contrabaix. La seva òpera de cambra Friendly Fire, encarregada per l'Òpera Neukölln de Berlín i estrenada el 2004, va cridar gran atenció.
Arp estava casat amb la regidora de vestuari i escenògrafa Ingeborg Bernerth.